# Thornbury Castle
Thornbury Castle är ett slott i Storbritannien.   Det ligger i kommunen South Gloucestershire och riksdelen England, i den södra delen av landet, 170 km väster om huvudstaden London. Thornbury Castle ligger 29 meter över havet.
Terrängen runt Thornbury Castle är platt. Runt Thornbury Castle är det tätbefolkat, med 476 invånare per kvadratkilometer. Närmaste större samhälle är Bristol, 18,2 km söder om Thornbury Castle. Trakten runt Thornbury Castle består till största delen av jordbruksmark.